# Fredesvinda García
Pour les articles homonymes, voir Freddy et García.
Fredesvinda García Valdés, plus connue comme Freddy, née en 1935 à Camagüey (Cuba) et morte le 31 juillet 1961 à San Juan (Porto Rico), est une chanteuse cubaine de boléros à la voix grave et puissante. À noter que le boléro réalisé par les femmes était en plein essor avec Elena Burke, Berta Dupuy et Olga Guillot, entre autres.

## Biographie
Freddy naît à Céspedes, dans un petit village de la province cubaine de Camagüey dans une famille modeste d'agriculteurs. Elle chante a cappella dans des clubs de La Havane et enregistre un unique album avant de mourir d'une attaque cardiaque. Son poids (plus de 150 kilos) donne à sa voix un ton très distinctif et androgyne. Elle chante presque uniquement des boleros et des canciones.
Lorsqu'elle part habiter à La Havane à l'âge de 12 ans, elle devient cuisinière au service de la famille Bengochea (Arturo Bengochea était le président de la ligue professionnelle cubaine de baseball) mais bientôt elle commence à chanter la nuit au Bar Celeste, où beaucoup d'artistes se réunissent. Le directeur de l'Hôtel Capri la remarque et lui offre un contrat. Elle commence à chanter au Cabaret Capri avec l'orquestre de Rafael Somavilla, dans la revue Pimienta y Sal ("Poivre et Sel") aux côtés d'autres chanteurs, danseurs et le quartet dirigé par le pianiste Carlos Faxas. Freddy apparaît dans diverses émissions de télévision comme Jueves de Partagas (1959), qui lui laisse un bon souvenir. Dans cette émission, elle apparaît avec Benny Moré et Celia Cruz.
Freddy voyage au Venezuela, puis au Mexique avec un groupe dirigé par le danseur et chorégraphe Roderyco Neyra (Rodney). De là, elle se rend à Miami et Puerto Rico. Elle obtient plusieurs contrats et apparaît à San Juan TV.
Malgré sa très courte carrière (1959-1960), Freddy apparaît souvent dans des compilations anthologiques de musique populaire cubaine et ses enregistrements ont été réédités à plusieurs reprises dans divers pays.
Freddy apparaît sous le nom d'Estrella Rodríguez dans le roman de Guillermo Cabrera Infante consacré aux nuits de La Havane avant la Révolution, Tres tristes tigres (1966). Des extraits de ce roman dans lesquels apparaît principalement Freddy sont plus tard publiés sous le titre Ella cantaba boleros ("Elle chantait des boleros"). Elle apparaît aussi dans le roman L'Île des amours éternelles de Daína Chaviano (2006).

## Discographie
Son seul album est publié sous le titre de La voz del sentimento ou Ella cantaba boleros. Il est enregistré en 1960 par Puchito Records sous la référence : Puchito MLP 552. Humberto Suárez réalise les arrangements et dirige l'orchestre. Gilles Tordjman a chroniqué le disque de façon enthousiaste dans L'Evénement du jeudi no 720 lors de sa réédition en 1998.

### Chansons
- El hombre que yo amo (The Man I love) par George Gershwin
- Tengo par Marta Valdés
- La cita par Gabriel Ruiz
- Noche y Dia (Night and Day) par Cole Porter
- Vivamos hoy par Wilfredo Riquelme
- Freddy par Ela O'Farril (composée spécialement pour Freddy)
- Noche de ronda par Agustín Lara
- Tengo que decirte par Rafael Pedraza
- Debi Llorar par Piloto y Vera
- Sombras y mas sombras par Humberto Suarez
- Gracias mi amor par Jesús Faneity
- Bésame mucho par Consuelo Velázquez